# Leighton Bennett
Leighton Bennett (Lincoln, 31 december 2005) is een Engels voormalig darter die uitkwam voor de PDC. Bennett won in 2019 het BDO World Youth Championship en won in datzelfde jaar tevens de WDF Europe Youth Cup. Tijdens het BDO World Darts Championship van 2020 deed Bennett als jongste deelnemer ooit mee aan het toernooi voor volwassenen. Hij verloor in de eerste ronde met 3–1 in sets van voormalig BDO-wereldkampioen Scott Mitchell. 
Op de Q-School in januari 2024 bemachtigde de darter zijn tourkaart en daarmee voor minimaal twee jaar toegang tot het professionele circuit.  In augustus van dat jaar werd de Engelsman voorlopig geschorst door de Darts Regulation Authority wegens verdachte weddenschappen op vier van zijn wedstrijden bij de MODUS Super Series in 2023. In december werd bekend dat Bennett een schorsing van in totaal acht jaar kreeg wegens matchfixing.

## World Youth Championship-resultaten

### BDO
- 2019: winnaar (gewonnen in de finale van Nathan Girvan met 3–0)
- 2020: runner-up (verloren van Keane Barry met 0–3)

### WDF
- 2022: Halve finale (verloren van Charlie Large met 1-2)

### PDC
- 2022: Groepsfase (verloren van Daniel Perry met 2-5 en Charlie Manby met 0-5)
- 2023: Groepsfase (verloren van Jarno Bottenberg met 3-5 en Jarred Cole met 1-5)

## Resultaten op wereldkampioenschappen

### BDO
- 2020: laatste 32 (verloren van Scott Mitchell met 1–3)